# Tito Yupanqui
Tito Yupanqui es una localidad y municipio de Bolivia, ubicado en la provincia de Manco Kapac al oeste del departamento de La Paz. El municipio tiene una superficie de 22,1 km² y cuenta con una población de 6.261 habitantes (según el Censo INE 2012). El municipio se encuentra separado físicamente del resto del territorio nacional por el lago Titicaca, siendo un enclave, o fragmente suelto, ubicado en la Península de Copacabana y conectada físicamente por el istmo de Yunguyo a la República del Perú. La localidad está ubicada en el enclave, a 122 km de la ciudad de La Paz, sede de gobierno del país, cruzando el Estrecho de Tiquina por barcaza y luego por la ruta 2.
El municipio fue creado como tercera sección municipal de la provincia mediante Ley N° 706 del 6 de febrero de 1985 durante el gobierno de Hernán Siles Suazo, separándose del municipio de San Pedro de Tiquina.

## Geografía
La región tiene un clima templado, con una temperatura promedio de 15 °C, y una topografía variada, montañosa y de planicie. La altitud del municipio varía desde los 3.810 m s. n. m. a orillas del lago Titicaca hasta los 4.292 m s. n. m. en el pico más alto de la península de Copacabana, el Cerro Tomatomani. Sus principales recursos hídricos son el Río Parquipujio y el lago Titicaca.
Se ubica sobre un istmo en la península de Copacabana, al medio de la provincia, al oeste del departamento de La Paz. Limita al noroeste y oeste con el municipio de Copacabana, al suroeste con la República del Perú, al sureste con el municipio de San Pedro de Tiquina, y al norte y sur con el lago Titicaca.

## Demografía
De acuerdo con el censo boliviano de 2024, la población del municipio de Tito Yupanqui es de 7 512 habitantes.
La población del municipio aumentó casi cinco veces entre 1992 y 2024:
| Año  | Habitantes (municipio) | Fuente |
| ---- | ---------------------- | ------ |
| 1992 | 1491                   | Censo  |
| 2001 | 2213                   | Censo  |
| 2012 | 6261                   | Censo  |
| 2024 | 7512                   | Censo  |

## Economía
Las actividades más importantes que se desarrollan en el municipio son de tipo agropecuario. La agricultura se desarrolla con los cultivos de papa, maíz, oca, haba, cebada y en pequeñas cantidades arvejas, tarwi y quinua. La ganadería se basa en la cría de ganado mayor como el vacuno y camélido, ambos en pequeña escala y el ganado menor, con ovinos, porcinos y conejos, con una parte importante de la producción destinada al consumo doméstico. La pesca es de especies como pejerrey, carachi, suchi, ispi y la trucha criada en jaulas, cuya producción en su mayoría es comercializada en la ciudad de La Paz. La artesanía constituye otra fuente de ingresos con producción de tejidos de aguayos, chompas, fajas y frazadas, destinados a su comercialización en La Paz y otros centros urbanos.
Entre sus atractivos turísticos se encuentran: Camino Prehispánico Sihualaya, el Camino Prehispánico Chichilaya, Terrazas Agrícolas en Chichilaya, Inca Pukara, Inca Chiquipa, los chullpares y las playas de Huancarani.